# Taxus contorta
Taxus contorta är en barrväxtart som beskrevs av Griff. Taxus contorta ingår i släktet idegranar och familjen idegransväxter. Inga underarter finns listade i Catalogue of Life.
Arten förekommer i västra delen av Himalaya. Utbredningsområdet sträcker sig över Afghanistan, nordöstra Pakistan, nordvästra Indien, västra Nepal och sydvästra delen av Tibet (Kina). Taxus contorta växer i regioner som ligger 1700 till 3100 meter över havet.
I norra Indien hittas arten glest fördelad intill vattendrag. I andra regioner ingår den i barrskogar tillsammans med Cedrus deodara, pindrowgran, Picea smithiana och himalajatall.
Artens trä används bland annat för byggkonstruktioner, möbler, takspån och för bikupor. Trädets barr blir under vintern foder för husdjuren. Inom den traditionella asiatiska medicinen används barken, kvistarna och barren. Särskilt känt är läkemedlet Paklitaxel.
På grund av intensiv användning minskade beståndet i hög grad. Till exempel minskade arten med 90 procent i Indien och Nepal och med 50 procent i Afghanistan under de gångna 30 åren (räknad från 2011). I Indien inrättades ett förbud att röja Taxus contorta. I Pakistan förekommer flera skyddszoner men skogsindustrin har ett stort inflytande vilket medför konflikter. IUCN kategoriserar arten globalt som starkt hotad.